# Coleophora xanthochlora
Coleophora xanthochlora é uma espécie de mariposa do gênero Coleophora pertencente à família Coleophoridae.